# Ludwig Greiner
Ludwig Greiner (niem. Ludwig Greiner; słow. Ľudovít Greiner; ur. 10 maja 1796 r. w Lichtentanne koło Zwickau w ówczesnym księstwie Saksonia-Coburg-Saalfeld, zm. 28 października 1882 r. w Jelszawie w dzisiejszej Słowacji) – niemiecki leśnik i geodeta, organizator służby leśnej w wielkich majątkach ziemskich, głównie u Coburgów na ówczesnych Górnych Węgrzech. Pomierzył wysokości wielu tatrzańskich szczytów i jako pierwszy wykazał, że najwyższym z nich jest Gerlach.

## Życiorys
Był synem ewangelickiego pastora. Uczył się w gimnazjum w Saalfeld, a następnie w akademii leśnej w Dreißigacker.
W latach 1816–1819 był leśniczym w Penzing (dziś w granicach Wiednia). Następnie w latach 1819–1824 pracował jako taksator leśny w majątkach książąt Lubomirskich na Wołyniu i Podolu.
W latach 1824–1826 studiował matematykę, fizykę i chemię w Cesarsko-Królewskim Instytucie Politechnicznym w Wiedniu. W latach 1826–1828 zarządzał gospodarką leśną i spławem drewna w dominium księcia Ernsta von Sachsen-Coburg-Gotha z siedzibą na zamku Greinburg. W końcu, aż do przejścia na emeryturę w 1874 r., zarządzał majątkami leśnymi i ziemskimi Coburgów w Gemerze (dziś środkowa Słowacja). W 1828 r. uzyskał tytuł nadleśniczego (Waldmeister), a w 1853 r. radcy leśnego.
W latach 1852–1857 był wiceprezesem Węgierskiego Towarzystwa Leśnego (Ungarischer Forstverein), uczestniczył również w pracach podobnego stowarzyszenia działającego na Morawach i austriackim Śląsku.

## Dorobek zawodowy
Mając w swej pieczy 69 tys. ha lasów, wprowadził szereg nowych rozwiązań organizacyjnych i technicznych, ułatwiających efektywne zarządzanie tym majątkiem. Skonstruował m.in. przyrząd do łatwego pomiaru wysokości drzew (wysokościomierz Greinera). Był zdecydowanym zwolennikiem ochrony lasów i racjonalnej gospodarki leśnej, krytykował niszczenie lasów nadmiernymi wyrębami na Spiszu i w Gemerze.
Z czasem został w dziedzinie gospodarki leśnej wybitnym fachowcem i autorem prac, np. Beiträge zur Kenntniss und Verbesserung des ungarischen Forstwesens und des Forstwesens in Allgemeinen (Pest 1839 i 1843, w 3 częściach). Osobno o lasach Spisza pisał w pracy Wodurch könnte dem sehr fühlbaren Holzmangel und der Waldverwüstung in unserer Gegend, Zipsen, am zweckmässigsten abgeholfen werden? (Pest 1845). Ogłosił też tablice wzrostu drzew, Termési táblák (Lőcse 1886), ułożone na podstawie własnych obserwacji, poczynionych w karpackich lasach, m.in. w Tatrach.
Greiner zasłużył się także w dziedzinie wiedzy o Tatrach, a zwłaszcza w ustaleniu, który z tatrzańskich szczytów jest najwyższy. 10 sierpnia 1837 r. podczas pobytu na wierzchołku Łomnicy, uchodzącej wówczas za najwyższy szczyt Tatr, stwierdził on (posługując się kątomierzem i poziomicą), że wyższy jest Gerlach. Jeszcze tego samego roku jesienią przeprowadził z południowych podnóży Tatr na odcinku pomiędzy Spiską Sobotą i Veľkou (dziś w granicach Popradu) dokładniejsze pomiary teodolitem szeregu szczytów tatrzańskich od Krywania po Kieżmarski Szczyt. Wykazały one, że najwyższym szczytem w Tatrach nie jest ani Krywań, ani Łomnica, ani (jak czasami sądzono, zwłaszcza po polskiej stronie Tatr) Lodowy Szczyt, lecz rzeczywiście Gerlach, którego wysokość określił na 8354 stopy wiedeńskie (2641 m). Pisał o tym już w 1839 r. w artykule Die Gerlsdorfer Spitze, als die höchste Gebirgshöhe der Karpathen („Gemeinnützige Blätter zur Belehrung und Unterhalt”, Buda, 1839 i przedruk w „Jahrb. UKV” 1896). Ukazało się to także pt. Gerlachovský chochol, jako nejvyšši jehlan v Tatrách („Slovenské Noviny”, Viedeň, 1851, nr 139). O swych pomiarach pisał też w artykule Über Höhenbestimmungen der Karpathen („Allgemeine Land- und Forstwirtschaftliche Zeitung”, nr 4, Wien, 1852). Tatrzańskie pomiary Greinera zostały również opublikowane w 1857 przez Johanna Fabriczyego.
Poza pomiarami szczytów tatrzańskich Greiner zmierzył również wysokości Kráľovej holi w Niżnych Tatrach oraz szeregu szczytów Rudaw Słowackich, gdzie znajdowały się majątki Coburgów (m.in. Fabova hoľa, Kľak, Kohút).
W 2006 roku w budynku słowackich Lasów Państwowych w Revúcy urządzono izbę pamięci Ludwiga Greinera.

## Życie prywatne
Żony Johanna Greinera, Mária Gloszová, a następnie Otília Sinovicová, były Słowaczkami, a spośród dziewięciorga dzieci, które miał on z pierwszą z nich, Ľudovít i Hugo zostali również leśnikami.